# Michael Weninger
Michael Heinrich Weninger (Wiener Neustadt, 18 febbraio 1951) è un presbitero e diplomatico austriaco della Chiesa cattolica.
È stato il primo ambasciatore nella storia dell'Austria ad essere ordinato sacerdote. Dal 2001 al 2007 è stato il primo austriaco a ricoprire l'incarico di consigliere politico dei presidenti della Commissione europea Romano Prodi e Jose Manuel Barroso. Dal 2011 al 2012 ha collaborato con la Conferenza episcopale austriaca come rappresentante per i contatti con le religioni del mondo. Il 1º novembre 2012 papa Benedetto XVI lo ha nominato membro del Dicastero per il dialogo interreligioso. 

## Biografia
Nel 1971 Weninger conseguì il diploma professionalizzante a indirizzo commerciale nell'accademia di Wiener Neustadt. Successivamente, studiò filosofia e teologia cattolica all'Università di Innsbruck e Vienna. Dopo diversi soggiorni di studio in vari Paesi europei ed extraeuropei, dal 1977 al 1979 ha collaborato come assistente di studio presso l'Istituto di Dogmatica dell'Università di Innsbruck e presso l'Ordinariato Vescovile della stessa città.  Dal 1980 al 1982 ha frequentato l'Accademia diplomatica di Vienna, completando gli studi presso l'Ecole Nationale d'administration di Parigi e la Escuela Diplomática de Madrid.

### Carriera diplomatica
Nel 1982 entrò a far parte del corpo diplomatico austriaco. Dal 1983 al 1984 fu attivo nell'ambasciata austriaca a Mosca, mentre dal 1984 al 1986 fu primo segretario presso l'ambasciata austriaca a Madrid. Dal 1986 al 1991 fu consigliere presso l'ambasciata austriaca a Varsavia e, nel '91, anche presso quella di Mosca.
Dal '91 al '92 è stato console generale e capo della neocostituita ambasciata a Kiev quale rappresentante permanente. Dal 1993 al 1997 è stato a capo dell'ambasciata austriaca di Belgrado, sempre in qualità di rappresentante permanente, e dopo il riconoscimento delle repubbliche di Serbia e Montenegro in base al diritto internazionale, ha ricoperto il ruolo di ambasciatore straordinario e plenipotenziario.
Dal 1997 al 2001 Michael Weninger ha lavorato presso il Ministero Federale degli Affari Esteri come vicecapo del dipartimento per l'allargamento dell'UE e le relazioni economiche estere con l'Europa centrale, orientale e sudorientale e capo del dipartimento per lo sviluppo e la ricostruzione nell'Europa sudorientale. 
Dal 2001 al 2007 è stato il primo austriaco a ricoprire l'incarico di consigliere politico dei presidenti della Commissione europea Romano Prodi e Jose Manuel Barroso. È stato responsabile del dialogo con le religioni, le chiese e le visioni del mondo nonché della politica estera per gli Stati dell'Europa sudorientale; il suo successore fu Jorge Cesar das Neves.
Nel 2008/09 è stato capo dell'ambasciata austriaca a Sarajevo. Nel 2009 ha assunto la direzione del Dipartimento per la cooperazione scientifica e il dialogo tra le culture e le religioni presso il Ministero federale per gli affari europei e internazionali a Vienna (dialogo interculturale e interreligioso, task force “Dialogo delle culture”, cooperazione universitaria multilaterale e bilaterale, ecc.).
Oltre al tedesco, parla diverse lingue straniere, tra cui inglese, francese, spagnolo, russo, serbo e croato.

### Sacerdozio
Dopo essere stato sposato con Sanja Magdalena (1971–2009) e rimasto vedovo, il 24 giugno 2011 fu ordinato sacerdote dal cardinale Christoph Schönborn nel Duomo di Santo Stefano in Vienna. Il 26 giugno 2011 ha celebrato la sua prima messa nella chiesa parrocchiale di Sant'Anna Baumgartner a Vienna e, nell'ottobre 2011, ha celebrato la sua seconda messa primaria nella chiesa prepositura della Santa Trinità a Lipsia e nella chiesa del Collegio di San Giorgio dell'Università di Istanbul. Scelse come motto Der Herr ist mein Licht und mein Heil. (Il Signore è mia luce e mia salvezza, cfr. Salmo 27,1) È stato il primo ambasciatore nella storia dell'Austria ad essere ordinato sacerdote.
Dal 2011 al 2012 ha collaborato con la Conferenza episcopale austriaca come rappresentante per i contatti con le religioni del mondo. Il 1º novembre 2012 papa Benedetto XVI lo ha nominato membro del Dicastero per il dialogo interreligioso, dove si è occupato del dialogo con l'Islam in Europa, Asia centrale, America centrale e meridionale.
Nella sua tesi pubblicata dalla Pontificia Università Gregoriana nel 2019, Michael Weninger ha sostenuto la riconciliazione tra la Chiesa cattolica e la massoneria regolare.

## Opere
- Praxis als Ort der Hoffnung bei Ernst Bloch. Darstellung und Kritik der Grundpositionen der Hoffnungsphilosophie Ernst Blochs unter dem Aspekt der Praxis von Hoffnung. Österr. Komm.-Buchhandlung, Innsbruck 1982.
- Europa ohne Gott? Die Europäische Union und der Dialog mit den Religionen, Kirchen und Weltanschauungsgemeinschaften. Nomos, Baden-Baden 2007, ISBN 3-8329-2421-3.
- Experiment Europa. Ein meditativer Gang in drei Schritten. GLOBArt 2008, ISBN 3-9502173-2-0.
- Loge und Altar. Über die Aussöhnung von katholischer Kirche und regulärer Freimaurerei. Löcker, Wien 2020, ISBN 978-3-99098-014-9

## Premi e riconoscimenti
- 2004: Premio Leopold Kunschak assegnato dal Partito Popolare Austriaco.